# Apia International Sydney 2015
Das Apia International Sydney 2015 war der Name eines Tennisturniers der WTA Tour 2015 für Damen sowie eines Tennisturniers der ATP World Tour 2015 für Herren, welche zeitgleich vom 11. bis 17. Januar 2015 in Sydney stattfanden.

## Herrenturnier
→ Qualifikation: Apia International Sydney 2015/Herren/Qualifikation

## Damenturnier
→ Qualifikation: Apia International Sydney 2015/Damen/Qualifikation